# Brian Kaltak
Brian Kaltak (* 30. September 1993 in Port Vila) ist ein vanuatuischer Fußballspieler.

## Karriere

### Verein
Von der Teouma Academy kommend, wechselte er im Sommer 2011 nach Neuseeland, wo er für den Rest des Jahres für Waterside Karori aktiv war. Anfang 2012 ging Kaltak nach Papua-Neuguinea zum Hekari United FC, wo er den Rest des Jahres verblieb. Für die erste Jahreshälfte 2013 spielte er für den salomonischen Solomon Warriors FC. Im Sommer des Jahres kehrte er für einen Zeitraum von etwa zwölf Monaten zu Hekari United zurück. Ab Sommer 2014 spielte er erneut in seiner Heimat, diesmal beim Amicale FC. Zu einer Rückkehr zu den Solomon Warriors kam es für ihn anschließend im Sommer 2015. Ab der Mitte des Folgejahres kehrte er erneut nach Vanuatu zurück. Diesmal spielte er nun für Erakor Golden Star und verblieb bis September 2017, wonach er zum zweiten Mal nach Neuseeland wechselte. Bei Tasman United verblieb er bis Ende Januar 2018 und spielte bis zum Sommer weiter beim Lautoka FC in Fidschi und kehrte nach dem gewonnenen Meistertitel bis Oktober zu Tasman zurück. Anschließend wechselte er landesintern zum Auckland City FC mit welchen er 2020 Meister wurde.
Nachdem er im Sommer 2022 beim FK Beograd im australischen Unterhaus unterschrieb, bekam er Ende September des Jahres einen Vertrag bei den Central Coast Mariners, wo er auch noch bis heute aktiv ist. Hier wurde er mit der Mannschaft zwei Mal Meister und Sieger des AFC Cups 2024.

### Nationalmannschaft
Mit der vanuatuischen U20 nahm er an der Ozeanienmeisterschaft 2011 teil und mit der U23 an deren Ozeanienmeisterschaft der Ausgaben 2012 und 2015.
Für die A-Nationalmannschaft debütierte er am 24. Januar 2011 bei einem 0:0-Freundschaftsspiel. Danach nahm er mit seiner Mannschaft auch an den Pazifikspielen 2011 teil und absolvierte im Folgejahr ein paar Einsätze in der Qualifikation für die Weltmeisterschaft 2014. Nach ein paar Jahren Pause und weiteren Freundschaftsspielen folgten im Jahr 2016 dann weitere Qualifikationsspiele für die WM 2018, sowie im Folgejahr die Teilnahme an den Pazifikspielen 2019. Danach kam er wieder für einige Jahre nicht mehr zum Zug und bekam erst im Jahr 2022 und 2023 wieder ein paar Freundschaftsspieleinsätze. Auch für den Kader bei der Ozeanienmeisterschaft 2024 wurde er nominiert und kam in allen Spielen inklusive des Finales, welches gegen Neuseeland verloren wurde, zum Einsatz.

## Erfolge
Auckland City
- New Zealand Football Championship: 2020

Central Coast Mariners
- A-League Men: 2023, 2024
- AFC Cup: 2023–24

Individuell
- PFA A-League Team der Saison: 2023,[3] 2024[4]

Orden
- Orden von Vanuatu, zweite Klasse: 2023[5]